# Jean-Marie Berthier
Jean-Marie Berthier (Marsella, 25 de junio de 1940 – 8 de agosto de 2017) fue un poeta franvés. Dio clases de literatura en África, Asia y Sudamérica y fue autor de una veintena de colecciones poéticas.
Berthier ganó el Premio François Coppée de la Academia Francesa de 2010 por Attente très belle de mon attente.

## Obras
- Une image un cri, Vientiane, Laos, Éditions Vithagna, (1974), 133 p.
- La Traversée des pierres, Mortemart, Francia, Rougerie Éditions, (1991), 74 p. BnF 35490565k
- Les Arbres de passage, Périgueux, Francia, Éditions Fanlac, (1993), 36 p. ISBN 2-86577-164-4[4]
- D’étoiles et d’acacias, encres de Mechtilt, Périgueux, Francia, Éditions Fanlac, (1993), 80 p. ISBN 2-86577-201-2
- Le Guetteur est aveugle, Mortemart, Francia, Rougerie Éditions, (1997), 82 p. ISBN 2-85668-015-1
- Dans le jardin des dieux abattus, Périgueux, Francia, Éditions Fanlac, (2001), 60 p. ISBN 2-86577-219-5
- Les Mots du jour et de la nuit, Bourg-Saint-Maurice, Impr. l’Edelweiss, (2007), 205 p. ISBN 978-2-907984-21-8
- Attente très belle de mon attente, Saint-Brieuc, Francia, Éditions MLD, (2009), 155 p. ISBN 978-2-917116-10-4

- Prix François Coppée 2010 de la Academia Francesa
- Une pierre dans un champ de lin bleu : carnets de voyage, Bourg-Saint-Maurice, Impr. l’Edelweiss, (2010), 109 p. ISBN 978-2-907984-36-2
- Jean-Marie Berthier : portrait, bibliographie, anthologie, París, Éditions Le Nouvel Athanor, coll. « Poètes trop effacés », (2011), 113 p. ISBN 978-2-35623-019-5
- Pourtant si beau, encres de Florian Marco, Limoges, Francia, Éditions Le bruit des autres, (2013), 89 p. ISBN 978-2-35652-090-6